# Тайсун-хан
Тохта-Буга Тайсун-хан (1416—1453) — великий хан Монгольской империи из династии Северная Юань (1433—1453), старший сын Аджая-тайджи (1399－14??), младшего сына монгольского хана Элбэга.

## Биография
После смерти своего отца Аджая-тайджи Тохта-Буга вместе с младшими братьями скитался по Монголии, где встретился с Тогон-тайшой, вождем ойратского племенного союза. Тогон-тайша выдал свою дочь замуж за Тохта-Бугу.
В 1433 году Тогон-тайши провозгласил своего зятя Тохту-Буга ханом Монгольской империи под именем Тайсун-хана. В 1438 году Тайсун-хан вместе со своим братом Агбарджином захватил в плен и умертвил своего соперника Адай-хана, правившего в Восточной Монголии. Став единоличным ханом, Тайсун-хан провозгласил своего младшего брата Агбарджина джинонгом, то есть наследником ханского престола. Однако фактической властью обладал ойратский лидер Тогон-тайши, тесть Тайсун-хана.
Тайсун-хан вначале пытался продолжать сопротивление ойратам, но уже в 1439 году вынужден был примириться с ними. По мирному соглашению трон хагана остался за Тайсуном, но реальная власть над всей страной перешла к Тогону; тот собрался было присвоить себе и трон хагана, но неожиданно умер (1439 год). В роли реального правителя страны ему наследовал его старший сын Эсэн (1440 год), номинальным хаганом оставался Тайсун, женатый на сестре Эсэна. Эсэн правил страной твердой рукой. В 1440-х годах он обрушился с опустошительными набегами на токмокских кыргызов, многие их роды в страхе покинули свою страну и откочевали во владения ханов Моголистана, на Тянь-Шань. Тогда же Эсэн вернул княжество Хами, которое освободилось в 1425 году. В 1445 году три урянхайских округа в Маньчжурии, отложившиеся было к Минской империи в 1389 году, признали верховную власть Эсэна. Летом 1449 года. Эсэн-тайши во главе 20-тысячной монголо-ойратской армии двинулся войной на Китай, 1 сентября разгромил 500-тысячную китайскую армию в битве при Туму и даже захватил в плен минского императора Чжу Цичжэня, однако закрепиться в Китае не смог. Монголо-ойратские войска осадили Пекин и сорок дней разоряли столичные окрестности. Однако китайские войска смогли отразить все вражеские атаки и вынудили Эсэна отступить в степи. В 1450 году Эсэн выпустил пленного императора Чжу Цичжэня и начал переговоры о мире. Затем Эсэн-тайши потребовал, чтобы Тайсун признал своим наследником своего сына от сестры Эсэна, но тот отказался.
В 1451 году между Тайсун-ханом и Эсэнем началась открытая междоусобица. Эсэн-тайши сговорился с младшим братом Тайсун-хана, джинонгом Намбарчи Агбарджином, пообещав ему ханский престол. В 1453 году Эсэн и Агбарджин осадили Каракорум, где находилась резиденция Тайсун-хана. Большинство восточно-монгольских князей перешло на сторону Эсэна. Ханские войска потерпели поражение от ойратов. Тайсун-хан с немногочисленными приверженцами бежал на Керулен и там был убит.